# Lewuoguru I
Lewuoguru I is een bestuurslaag in het regentschap Nias van de provincie Noord-Sumatra, Indonesië. Lewuoguru I telt 731 inwoners (volkstelling 2010).